# Seredžius
Seredžius è una località della Lituania, situata nella contea di Tauragė. 

## Toponomastica
Il nome yiddish della città era סרעדניק (Srednik), corrispondente al polacco Średniki, al tedesco Schrödnick e al russo Средники (Sredniki). Nel dialetto samogitico locale la città è conosciuta come Seredius, in lituano Sredžius. Altre forme registrate del nome della città includono Srednike, Seredzhyus, Seredzhus e Seredius. Si ritiene che il nome Seredžius derivi da середа (sereda), una parola che significa "mercoledì" in molte lingue slave. Probabilmente a causa dei mercati che vi si tengono il mercoledì.